# 郑鸿
郑鸿（1945年8月1日—），女，湖北英山人，中国政治人物，高级经济师。曾任共青团陕西省委副书记，中国医药集团总公司董事长等职。

## 生平
1945年8月1日生于北平。1965年加入中国共产党。1969年毕业于北京工业学院机械工程系。1972年至1978年，历任陕西省宁强县党校教员、火柴厂干部、团县委副书记、中共宁强县委常委、县革委会副主任等职。1978年3月至1982年8月，任汉中市柴油机厂党委委员、副厂长。1982年8月至1986年4月，任共青团陕西省委副书记。1983年至1988年，任中共陕西省委委员。1985年毕业于中共中央党校研究生班。1986年4月至2000年10月，历任陕西省医药管理局副局长，西安杨森制药有限公司董事长。1998年7月兼任陕西省医药总公司董事长。
2002年至2007年，任中国医药集团有限公司董事长兼党委书记。2015年，任公司独立董事，兼任天津力生制药股份有限公司外部董事。2008年9月至2016年1月，任中国化学工程股份有限公司独立董事。2017年9月，任中牧实业股份有限公司董事会成员。